# Karl Sandoval
Karl Sandoval é um luthier conhecido por criar a guitarra V-Factor.
1. ↑  «Premier Guitar - The Making of Randy Rhoads' Famous Vs». Consultado em 13 de setembro de 2014